# Грин, Леонид Гаврилович
Леонид Гаврилович Грин (англ. Leonid Grin; род. 19 июня 1947, Днепропетровск) — российский и американский дирижёр.
Окончил Московскую консерваторию, ученик Лео Гинзбурга и Кирилла Кондрашина. Работал ассистентом дирижёра в Симфоническом оркестре Московской филармонии, с 1976 года руководил любительским оркестром Центрального дома учёных.
В 1981 г. эмигрировал в США. Учился у Леонарда Бернстайна, работал в Лос-Анджелесском филармоническом оркестре. Возглавлял Филармонический оркестр Тампере (1990—1994), Симфонический оркестр Сан-Хосе (1992—2001), оркестр Саарской оперы (2001—2006), Национальный симфонический оркестр Чили (2013—2018).
Преподаёт в Хьюстонском университете. На протяжении ряда лет вместе с Неэме Ярви и Геннадием Рождественским вёл занятия в школе молодых дирижёров в Гштаде.